# Sergio Lorenzo Prieto
Sergio Lorenzo Prieto (28 de marzo de 1980) es un deportista español que compitió en duatlón. Ganó dos medallas en el Campeonato Mundial de Duatlón, en los años 2007 y 2016.

## Palmarés internacional
| Campeonato Mundial | Campeonato Mundial | Campeonato Mundial | Campeonato Mundial |
| Año                | Lugar              | Medalla            | Prueba             |
| ------------------ | ------------------ | ------------------ | ------------------ |
| 2007               | Győr ( Hungría)    | Medalla de plata   | Relevos            |
| 2016               | Avilés ( España)   | Medalla de oro     | Relevo mixto       |